# Lijst van coureurs wereldkampioenschap superbike
De volgende coureurs hebben zich ten minste één keer ingeschreven voor een race in het wereldkampioenschap superbike sinds 1988. Van de momenteel actieve coureurs (seizoen 2025) zijn de namen vet afgedrukt.
De lijst is bijgewerkt tot 13 juli 2025.

## A
- Naoto Abe
- Norifumi Abe
- Karel Abraham
- Massimo Accornero
- Dieter Ackermann
- James Adamo
- Dominique Aegerter
- César Agüí
- Mark Aitchison
- Kousuke Akiyoshi
- Mashel Al Naimi
- Talal Al Naimi
- Saeed Al Sulaiti
- Lorenzo Alfonsi
- Luigi Aljinović
- John Allen
- Phil Allen
- Glenn Allerton
- Manuel Almeida
- Paulo Almeida
- Florian Alt
- Javier Alviz
- Michel Amalric
- Daniel Amatriaín
- Stefan Ambord
- Alfons Amerschläger
- Rudi Ammann
- Walter Ammann
- Javier del Amor
- Nestor Amoroso
- Garry Amos
- Anders Andersson
- Bernard Andrault
- Bernard André
- Alessandro Andreozzi
- Carry Andrew
- Simon Andrews
- Alex de Angelis
- Igor Antonelli
- Alessandro Antonello
- Haruchika Aoki
- Masanao Aoki
- Takuma Aoki
- Hiroshi Aoyama
- Shuhei Aoyama
- Shuja Arai
- Toshiyuki Arakaki
- Tetsuro Arata
- Peter Archer
- Benn Archibald
- Claude Arciero
- Javier Arenas
- Tony Armstrong
- Richard Arnaiz
- Mark Arnold
- Nigel Arnold
- Ivo Arnoldi
- Ichiro Asai
- Hidemi Ashina
- Kim Ashkenazi
- John Ashmead
- Dean Ashton
- Redamo Assirelli
- Ralf Atzschner

## B
- Karim Babic
- Ayrton Badovini
- Adam Badziak
- Matteo Baiocco
- Robert Baird
- Romolo Balbi
- Lorenzo Baldassarri
- Mike Baldwin
- Paolo Balzarotti
- Sudarsoho Bambang
- Bruno Bammert
- Pedro Baptista
- Héctor Barberá
- Michael Barnes
- Santiago Barragán
- Santiago Barragán sr.
- Sylvain Barrier
- Alex Barros
- Des Barry
- Markus Barth
- Valter Bartolini
- John Barton
- Axel Bassani
- Emanuele Battaglia
- Franco Battaini
- Eddy Baud'Huin
- Martin Bauer
- Álvaro Bautista - Wereldkampioen 2022, 2023
- Wolfgang Bax
- Troy Bayliss - Wereldkampioen 2001, 2006, 2008
- Loris Baz
- J.D. Beach
- Daryl Beattie
- Cameron Beaubier
- Michael Beck
- Harry van Beek
- Ivo Bellezza
- Alan Benedetti
- Roger Bennett
- Maxime Berger
- Anton Berghammer
- Brian Bernard
- Luca Bernardi
- Juha Berner
- Carl Berthelsen
- Max Biaggi - Wereldkampioen 2010, 2012
- Roberto Biagioli
- Fabrizio Biasion
- Hannes Bichler
- Claudio Biesele
- Fabio Biliotti
- Brian Billet
- Matthew Blair
- Hugues Blanc
- Gerardo Bloisi
- Paolo Blora
- Pierre Bolle
- Hanspeter Bolliger
- Tiziano Bombardi
- Chris Bombardiere
- René Bongers
- Bruno Bonhuil
- Denis Bonoris
- Piergiorgio Bontempi
- Marco Borciani
- Paul Bordes
- Juan Borja
- Phil Borley
- Kervin Bos
- Joop Bosch
- Paolo Bosetti
- Roberto Bosio
- Adrien Bosshard
- Ben Bostrom
- Eric Bostrom
- Christophe Bouheben
- André Bouilloux
- Tim Bourne
- Ioannis Boustas
- Helmut Bradl
- Stefan Bradl
- Eric Bragard
- Patrice Brand
- Bernard Brandt
- Jean-Pierre Brau
- Michael Brenton
- Henk van den Broek
- Laurent Brian
- Tommy Bridewell
- Stephen Briggs
- Norino Brignola
- Yves Briguet
- Hans-Jürgen Brikey
- Yves Brisson
- Massimo Broccoli
- Josh Brookes
- Michael Bubb
- Alex Buckingham
- Scott Buckley
- Damon Buckmaster
- Simon Buckmaster
- Peter Bührer
- Nicolò Bulega
- Roger Burnett
- Michal Bursa
- Roland Busch
- Giovanni Bussei
- Shane Byrne

## C
- Luca Cadalora
- Karel Caesar
- Salvatore Calabrese
- Cristian Caliumi
- U. Caluori
- Leon Camier
- Berto Camlek
- Matteo Campana
- Malcolm Campbell
- Niccolò Canepa
- Giorgio Cantalupo
- Stefano Caracchi
- José Luis Cardoso
- Carlos Cardús
- Federico Caricasulo
- Paul Caridi
- Nuno Carido
- Luís Carreira
- Alan Carter
- Rui Carvalho
- Paolo Casoli
- Bernd Caspers
- Klaus Caspers
- Samuele Cavalieri
- Bernard Cazade
- Fabrizio Celebrano
- Antonio Cerquaglia
- Steve Chambers
- Stéphane Chambon
- Doug Chandler
- Kit Choong Chao
- Nattavude Charoensukhawatana
- Carlos Checa - Wereldkampioen 2011
- David Checa
- Robert Chesaux
- Simon Cheung
- Enzo Chiapello
- Pierfrancesco Chili
- Saen Choeisak
- Chanon Chumjai
- Miloš Čihák
- Bruno Cirafici
- Murray Clark
- Linnley Clarke
- Armando Clemente
- Ivan Clementi
- Augusto Clerici
- Jules Cluzel
- Andre Coers
- Owen Coles
- Alfred Colet
- Massimiliano Colombari
- Luca Conforti
- Giuseppe Coniglione
- Craig Connell
- Simone Conti
- Richard Cooper
- Maurice Coq
- Jon Cornwell
- Alessio Corradi
- Troy Corser - Wereldkampioen 1996, 2005
- Sandro Cortese
- Claudio Corti
- Michael Coulson
- Woolsey Coulter
- Rod Cox
- Craig Coxhell
- Simon Crafar
- Martin Craggill
- John Crawford
- Loris Cresson
- Steve Crevier
- Thierry Crine
- Fernando Cristóbal
- Rip Crocker
- Stefano Cruciani
- Cal Crutchlow
- Kurt Csismazia
- Alex Cudlin
- Brent Curtis
- Walter Cussigh
- Steven Cutting

## D
- Julien Da Costa
- Nugraha Dadam
- Sundby Dag Steinar
- Marco Dall'Aglio
- Karl Dauer
- Serge David
- Chaz Davies
- Russell Davis
- Eric De Doncker
- Giancarlo De Matteis
- Raffaele De Rosa
- Massimo De Silvestro
- Valentin Debise
- Arsad Deden
- Richard Defago
- Pavol Dekánek
- René Delaby
- Alessandro Delbianco
- Éric Delcamp
- Jean-Marc Delétang
- Valerio Destefanis
- Marc Deville
- Biagio Di Dio
- Ferdinando Di Maso
- Fabio Di Pietro
- Steve Dick
- Harald Dieterle
- Guillaume Dietrich
- Lex van Dijk
- Werner Dimperl
- Darren Dixon
- Jake Dixon
- Joe Domingues
- Mick Doohan
- Scott Doohan
- Peter Doppenberg
- Josef Doppler
- Tommy Douglas
- Michael Dowson
- Steven Doyle
- Mark Draper
- Jiří Dražďák
- David Drechsler
- Josip Drmes
- Miguel Duhamel
- Joey Dunlop
- Robert Dunlop
- Stephane Duterne
- Maarten Duyzers

## E
- Stuart Easton
- Colin Edwards - Wereldkampioen 2000, 2002
- Bar Effendi
- John Eidenberger
- Jonnie Ekerold
- Toni Elías
- Dean Ellison
- James Ellison
- David Emmerson
- Sean Emmett
- Satoshi Endoh
- Akira Enoki
- Lachlan Epis
- Yunus Erçelik
- Marcel Ernst
- Armando Errico
- Joaquim Escoda
- Danny Eslick
- Leonardo Esteban
- Gerhard Esterer
- Mark Etherington
- Tom Etherington

## F
- Albano Fabbri
- Marino Fabbri
- Michel Fabrizio
- Lutz Fahr
- Giancarlo Falappa
- Ricardo Sune Falcon
- Daniel Falzon
- Mark Farmer
- Harry Fath
- José Oriol Fernández
- Florian Ferracci
- Mark Ferrari
- Matteo Ferrari
- Virginio Ferrari
- Robert Fevre
- Vitor Fidalgo
- Manfred Fiedler
- Hans Fischer
- Manfred Fischer
- Mark Fissenden
- Richard Fluttert
- Carl Fogarty - Wereldkampioen 1994, 1995, 1998, 1999
- Jonas Folger
- Bertus Folkertsma
- Javier Forés
- Fabien Foret
- Jürgen Foss
- Serafino Foti
- Bobby Franklin
- Thomas Franz
- Hans Freilinger
- W. Friedl
- Marvin Fritz
- Sergio Fuertes
- Kenij Fujioka
- Katsuaki Fujiwara
- Norihiko Fujiwara
- Dean Fulton
- Fabrizio Furlan

## G
- Lorenzo Gabellini
- Sergio Gadea
- Jacob Gagne
- Gianluca Galasso
- Michael Galinski
- Sean Gallagher
- Michele Gallina
- Salvador Galvez
- Moreno Garavini
- Antonio García
- David García
- Christian Gardner
- Remy Gardner
- Francesco Garozzo
- Juan Garriga
- Yannick le Gaudu
- Eustáquio Gavira
- Idalio Gavira
- José David de Gea
- Paul Gee
- Flavio Gentile
- Marco Gerbaudo
- Garrett Gerloff
- Steve Gervais
- Antonio Giangiacomo
- Greg Gildenhuys
- Phil Giles
- Shawn Giles
- Jarred Gillard
- Hayden Gillim
- Sébastien Gimbert
- Davide Giugliano
- Anthony Gobert
- Peter Goddard
- Anton Göhly
- Ivan Goi
- Manuel Gonçalves
- Fernando González
- Gary Goodfellow
- Jurgen van den Goorbergh
- Katsunori Gosui
- Joenzindy Gozali
- Alessandro Gramigni
- Eric Granado
- Peter Granath
- Ernst Grandegger
- Marc Granié
- Gastone Grassetti
- Hans Gratzl
- Marc Grau
- Friedrich Graus
- Peter Graves
- Scott Gray
- Michel Graziano
- Andy Green
- Ian Green
- Mark Green
- Martin Grein
- Jan Greven
- Kevin Grey
- David Griffith
- Philippe Grillet
- Hans-Jürgen Gross
- Alfred Grosshauer
- Anton Gruschka
- Ernst Gschwender
- Vittoriano Guareschi
- Jérémy Guarnoni
- Detlef Guderian
- Jacques Guenette jr.
- Peter Guest
- Ali Guettouche
- Jean-Louis Guignabodet
- Sylvain Guintoli - Wereldkampioen 2014
- Óscar Gutiérrez
- Christophe Guyot
- Yann Gyger

## H
- Noel Haarhoff
- Gerhard Häberle
- Stuart Hablethwaite
- Jamie Hacking
- Bernard Haenggeli
- Peter Häfner
- Kensuke Haga
- Noriyuki Haga
- Alois Hager
- Christopher Haldane
- Mike Hale
- Toshiyuki Hamaguchi
- Wolfgang Hambach
- Didier Hamdi
- Tadaaki Hanamura
- Masanori Hanawa
- Karel Hanika
- Takeshi Harada
- Jeffrey Harder
- Árpád Harmati
- Phillip Harper
- Dan Harris
- Shaun Harris
- Mike Harth
- Katsunori Hasegawa
- Cletus Adi Haslam
- Leon Haslam
- Ron Haslam
- Peter Haug
- Christian Häusle
- Oddgeir Havnen
- Nicky Hayden
- Roger Lee Hayden
- James Haydon
- Mark Heckles
- Frank Heidger
- Günther Heil
- Anton Heiler
- Dieter Heinen
- Karl Heinz Henneman
- Herbert Henziger
- John Hepburn
- Troy Herfoss
- Yonny Hernández
- Josh Herrin
- Harry Heutmekers
- Roger Heyes
- Peter Hickman
- Dave Hill
- Tommy Hill
- Roland Hintenaus
- Hidekazu Hirai
- Steve Hislop
- Dennis Hobbs
- Neil Hodgson - Wereldkampioen 2003
- Grant Hodson
- Alex Hofmann
- Andreas Hofmann
- Jens Hofmann
- Jake Holden
- Robert Holden
- Hermann Holder
- Russell Holland
- Ludovic Holon
- Osamu Honma
- Joshua Hook
- John Hopkins
- Nick Hopkins
- John Hopperstad
- Shuichi Horikawa
- Richard Hubin
- Robert Hueber
- Keith Huewen
- Ray Hutchinson
- Masaatsu Hyuga

## I
- Andrea Iannone
- Vittorio Iannuzzo
- Christian Iddon
- Paul Iddon
- Patrick Igoa
- Shinichiro Imai
- Jean-Pierre Imstepf
- Mario Innamorati
- Mario Intelisano
- Dennis Ireland
- Kenny Irons
- Lance Isaacs
- Shinichi Ito
- Kenihiro Iwahashi
- Hitoyasu Izutsu

## J
- John Jacob
- P.J. Jacobsen
- Claude-Alain Jäggi
- Jamie James
- Reiner Jänisch
- Fernando Jardim
- Jean-Pierre Jeandat
- David Jefferies
- Lars Kim Jensen
- Scott Jensen
- Igor Jerman
- Ondřej Ježek
- Ralf Jochum
- David Johnson
- Craig Jones
- Mike Jones
- Frederik Jonsson
- Trevor Jordan
- Russell Josiah
- Enrique de Juan
- Árpád Juhos
- William Jung

## K
- Sahustchai Kaewjaturaporn
- Yukio Kagayama
- Manfred Kainz
- Manfred Kaiser
- Manabu Kamada
- Chojun Kameya
- Tatsuo Kanaumi
- Toshiharu Kaneko
- Tomohiko Kaneyasu
- Michael Kaplan
- Vladimír Karban
- Mike Karm
- Dudu Karnada
- Detlef Karthin
- Karl Katoch
- Shingo Katoh
- Eddie Kattenberg
- T. Katz
- Herbert Kaufmann
- Norikazu Kawanaka
- Marcel Kellenberger
- Roger Kellenberger
- Hans Rüdi Keller
- Dietmar Kemter
- Masaru Kidani
- David Kieffer
- Mike King
- Tom Kipp
- Rick Kirk
- Jon Kirkham
- Viktor Kispataki
- R. Kissner
- Keiichi Kitagawa
- Ryuichi Kiyonari
- Stefan Klabacher
- Hans Peter Klampfer
- Tom de Klerk
- Iven Klitmöller
- James Knight
- Hiroshi Kobayashi
- Koichi Kobayashi
- Toshiya Kobayashi
- John Kocinski - Wereldkampioen 1997
- Herbert Koeppel
- Oliver König
- Herbert Koppel
- Kimmo Kopra
- Erkka Korpiaho
- Franz Koskarti
- Atsushi Koyama
- Mário Krajčo
- Lothar Kraus
- Franz Krenn
- Phil Kress
- Peter Krummenacher
- Randy Krummenacher
- Mike Krynock
- José Kuhn
- Esko Kuparinen
- Yuichi Kurabuchi
- Simon Yudha Kusuma
- Juha Kyllonen

## L
- Oscar La Ferla
- Régis Laconi
- Matthieu Lagrive
- Fabrizio Lai
- Ottis Lance
- Anton Lang
- Romain Lanusse
- Lorenzo Lanzi
- Alexandre Laranjeira
- Joan Lascorz
- Ugo Laudati
- Eugene Laverty
- Christian Lavieille
- Gregorio Lavilla
- Mason Law
- Eddie Laycock
- Dave Leach
- Iker Lecuona
- Alain Lelan
- Ondřej Lelek
- Emmanuel Lentaigne
- Riccardo Leonetti
- Vladimir Leonov
- Roy Leslie
- Paul Lewis
- Rob Lewis
- Michael Liedl
- Klaus Liegibel
- Christer Lindholm
- Karl Lindinger
- Hans Lindner
- Mark Linscott
- Gianmaria Liverani
- Matt Llewellyn
- Antonio Lo Cicero
- Andrea Locatelli
- John Lofthouse
- Marc Longo
- Fabian Looi
- Ivo Lopes
- Juan Manuel López
- Harri Loponen
- Gyorgy Lorincz
- Gyula Lorintz
- Horst Lotz
- Jason Love
- Jean-Jacques Lovichi
- Alex Lowes
- Sam Lowes
- Ian Lowry
- Diego Lozano Ortiz
- Mauro Lucchiari
- Marco Lucchinelli
- Alexander Lundh
- Michael Lundvall
- André Lussiana
- Matthieu Lussiana
- Matt Lynn

## M
- Kunio Machii
- Carlos Macias Perdomo
- T. Mackenhauer
- Niall Mackenzie
- Tarran Mackenzie
- Miloš Baláž Mad'Ara
- Kevin Magee
- Lucas Mahias
- Franz Mahringer
- Günther Maierhofer
- Haikki Maikola
- Eric Maillard
- Louis-Luc Maisto
- Masayasu Makita
- Michele Malatesta
- Marjan Malec
- Paolo Malvini
- Antonino Mancuso
- Corrado Manici
- Steve Manley
- Andrea Mantovani
- John Manwarring
- Norman Manz
- Gianni Maran
- Dario Marchetti
- Massimiliano Marchini
- Dietmar Marehardt
- Florian Marino
- Camillo Mariottini
- Michael van der Mark
- Udo Mark
- Steve Marks
- Roger Marshall
- Isaac Martín
- Steve Martin
- Bernat Martínez
- David Marton
- Hiroshi Maruyama
- Eduardo Mascarenhas
- Herlander Mascarenhas
- Marco Masetti
- Gary Mason
- Steve Mason
- Mauro Mastrelli
- Harry Maton
- Andrea Mattera
- Jean-Michel Mattioli
- Luis Carlos Maurel
- Lorenzo Mauri
- Alistair Maxwell
- Wayne Maxwell
- Geoff May
- Gerhard Mayerhofer
- Andrea Mazzali
- Kirk McCarthy
- Brett McCormick
- Garry McCoy
- Clyde McDonald
- Rob McElnea
- Jason McEwen
- David McFadden
- Andy McGladdery
- Graeme McGregor
- Sean McKay
- Eugene McManus
- Tony McMurdo
- Reuben McMurter
- Paul McQuilkin
- Jeremy McWilliams
- Derrick Medaglia
- Nick Medd
- Huby Meier
- Urs Meier
- Ove Meisingseth
- Andreas Meklau
- Marco Melandri
- Meng Heng Kuan
- Fabio Menghi
- Robert Menzen
- Leandro Mercado
- Michel Mercier
- Massimo Meregalli
- Fred Merkel - Wereldkampioen 1988, 1989
- Stéphane Mertens
- Davide Messori
- Jed Metcher
- Beni Metzger
- Simon Middleton
- Ed Miller
- Mark Miller
- Henri Minnen
- Scott Mitchell
- Robert Mitter
- Shigemusa Miwa
- Shoji Miyazaki
- Ryo Mizuno
- Mat Mladin
- Wolfgang Möckel
- Eric Moe
- Ray Moe
- A. Moeller
- Masato Mogi
- Hervé Moineau
- Robert van der Molen
- Andreas Moll
- Josep Monge
- Philippe Monneret
- Christian Mönsch
- Yari Montella
- Baldassarre Monti
- Jim Moodie
- Paul Mooijman
- Sheridan Morais
- Carmelo Morales
- Luca Morelli
- Daniele Morigi
- Adrien Morillas
- José Morillas
- Mauro Moroni
- Graeme Morris
- Brian Morrison
- Greg Moss
- Luke Mossey
- Philippe Mouchet
- Jean-Yves Mounier
- Christophe Mouzin
- Asa Moyce
- Frantisek Mrazek
- Jiří Mrkývka
- Karl Muggeridge
- Shaun Muir
- Hartmut Müller
- Jürgen Müller
- Thierry Mulot
- Franz Mundsperger
- Wolfgang von Muralt
- Stuart Murdoch
- Gérald Muteau
- Illia Mykhalchyk
- Teodor Myszkowski

## N
- Yasutomo Nagai
- Tetsuta Nagashima
- Masao Nakada
- Hisatomo Nakamura
- Kenichiro Nakamura
- Shinya Nakano
- Masao Nakata
- Shinya Nakatani
- Shinichi Nakatomi
- Anucha Nakcharoensri
- Gianluca Nannelli
- Loic Napoleone
- Adriano Narducci
- Troy Nash
- Trevor Nation
- Stefan Nebel
- Max Neukirchner
- Michel Nickmans
- Ossi Niederkircher
- Fonsi Nieto
- Erwan Nigon
- Lars Nilsson
- Tripp Nobles
- Sho Noguchi
- Erich Nolden
- Jay Normoyle
- Adam Norrodin
- Jan Olav Noteng
- Andy Notman
- Nigel Nottingham
- Warwick Nowland
- Kohta Nozane
- Yukio Nukumi
- Noriyasu Numata
- Marty Nutt

## O
- Harald Oberfrank
- Carl Obexer
- Michael O'Connor
- Jürgen Oelschläger
- Chris Ognenis
- Jason O'Halloran
- Hiroyuki Ohno
- Kenji Ohsaka
- Yukiya Ohshima
- Shinichiro Ohura
- Tadayuki Okada
- Chris Oldfield
- Chris K. Oldfield
- Rich Oliver
- Johann Ömmer
- John Orchard
- Jehan d'Orgeix
- Ricky Orlando
- Johann Osendorfer
- Walter Oswald
- Philipp Öttl
- Eddy S. Otto
- Massimo Ottobre
- C. Owen

## P
- Mile Pajic
- Emmanouil Pallis
- Tristan Palmer
- Roberto Panichi
- Marco Papa
- Michaël Paquay
- José Maria Pardo
- Broc Parkes
- Brian Parriott
- Johann Parzer
- Luca Pasini
- Jack Paterson
- Jamie Patterson
- Eduardo Paula
- Paul Pavletich
- Andrzej Pawelec
- Didier Péan
- Geoff Pearce
- David Pechnik
- Lucio Pedercini
- Luca Pedersoli
- Larry Pegram
- Stefano Pennese
- Salvo Pennisi
- José Pereira
- Telmo Pereira
- Iain Pero
- Hermann Perren
- Andrea Perselli
- Leif Persson
- Karel Pešek
- Danilo Petrucci
- Franz Pfefferkorn
- John Phelan
- Vincent Philippe
- Mark Phillips
- Alex Phillis
- Rob Phillis
- Wayne Picard
- David Pickworth
- Pascal Picotte
- Clinton Pienaar
- Marco Pietjouw
- Robertino Pietri
- Benoit Pilon
- Jesus Rodriguez Piñeda
- Luca Pini
- Xavier Pinsach
- Fabrizio Pirovano
- Michele Pirro
- Benjamin Pister
- Doug Pitman
- Andrew Pitt
- Lino Pittaluga
- Alex Plancassagne
- Leo Planken
- Heinz Platacis
- Steve Plater
- Fausto Pojer
- Doug Polen - Wereldkampioen 1991, 1992
- Alessandro Polita
- Uwe Pollheide
- Christophe Ponsson
- Gyula Porkoláb
- Urs Portmann
- Amador Pradas
- Miguel Praia
- René Prang
- Michal Prášek
- Maurizio Prattichizzo
- Aldeo Presciutti
- Peter Preussler
- Christopher Price
- Jason Pridmore
- Frédéric Protat
- Lee Pullan
- Randy de Puniet

## Q
- Dale Quarterley

## R
- Esteve Rabat
- João Ramada
- Grant Ramage
- Paul Ramon
- Román Ramos
- James Randolph
- Anders Rasmussen
- René Rasmussen
- Bradley Ray
- Toprak Razgatlıoğlu - Wereldkampioen 2021, 2024
- Gino Rea
- Jonathan Rea - Wereldkampioen 2015, 2016, 2017, 2018, 2019, 2020
- Christian Rebuttini
- Alois Rechberger
- Anton Rechberger
- B. Recuenco
- Scott Redding
- Dave Redgate
- Piet Reede
- Tony Rees
- Markus Reiterberger
- Randy Renfrow
- Roland Resch
- John Reynolds
- Pere Riba
- Luciano Ribodino
- Silvano Ricchetti
- Mauro Ricci
- Glen Richards
- John Richards
- Karl-Heinz Riegl
- Ernst Riepl
- Michael Ruben Rinaldi
- Graeme Ritchie
- Gábor Rizmayer
- Andrew Roberts
- Brendan Roberts
- Chris Roberts
- Kurtis Roberts
- Dale Robinson
- Jamie Robinson
- Massimo Roccoli
- Raymond Roche - Wereldkampioen 1990
- Guim Roda
- Javier Rodríguez
- Thierry Rogier
- Toni Röhrer
- Roberto Rolfo
- Jean Luc Romanens
- Doriano Romboni
- Erik Mikael Rosman
- David Ross
- Mario Rubatto
- Peter Rubatto
- Michael Rudroff
- Luca Ruggeri
- Jean-Philippe Ruggia
- Gabriele Ruiu
- Scott Russell - Wereldkampioen 1993
- Nello Russo
- Riccardo Russo
- Michael Rutter
- Husodo Ryanto
- Kyle Ryde
- Terry Rymer
- Akira Ryo

## S
- David Sadowski
- Toersten Saeby
- José María Sagardogui
- Horst Saiger
- Óscar Sainz
- Mitsui Saito
- Daisaku Sakai
- Hiromasa Sakamoto
- Ivan Sala
- Al Salaverria
- Nicolas Salchaud
- Petr Šalé
- Peter Salmon
- David Salom
- Pierre Etienne Samin
- Brett Sampson
- Mauro Sanchini
- G. Sandberg
- Federico Sandi
- Bob Sandy
- Vincens Santolaya
- Dominique Sarron
- Giuliano Sartoni
- Gakuskin Sato
- Masashi Satoh
- Lorenzo Savadori
- Michaël Savary
- Luca Scassa
- Bruno Scatola
- Vittorio Scatola
- Robert Schäfli
- Maximilian Scheib
- Stefan Scheschowitsch
- Bernhard Schick
- Leonhard Schiller
- Hermann Schmid
- Jochen Schmid
- Kai Uwe Schmid
- Bodo Schmidt
- Karl Schmidt
- Dominic Schmitter
- Oldrich Schmuttermeier jr.
- Oldrich Schmuttermeier sr.
- Edgar Schneyder
- Michael Schön
- Frank Schuck
- Ernst Schuller
- Michael Schulten
- Gerhard Schwarz
- Robert Scolyer
- Stefano Scordato
- Rod Scott
- T. Scott
- Gilson Scudeler
- Steve Scullion
- Péter Sebestyén
- Sven Seidel
- Hideo Senmyo
- Tamaki Serizawa
- Akira Shiina
- Susumu Shimada
- Yutaka Shinjo
- Tetsuya Shirai
- Bubba Shobert
- Ian Short
- Masaru Shoyama
- Ireneusz Sikora
- Iván Silva
- Michel Simeon
- Julián Simón
- Marco Simoncelli
- David Simpson
- Ian Simpson
- Michel Simul
- Graham Singer
- Erkka Siukola
- Miroslav Škaro
- Peter Sköld
- Robert Slaytor
- Aaron Slight
- Greg Smith
- Kyle Smith
- Michael Smith
- Peter Smolik
- Jakub Smrž
- Matěj Smrž
- François Snickers
- Bahattin Sofuoğlu
- Kenan Sofuoğlu
- Tadahiko Sohwa
- Marco Solorza
- Hannes Soomer
- Freddie Spencer
- Ben Spies - Wereldkampioen 2009
- Nicholas Spinelli
- Gijsbert Spilt
- Craig Stafford
- Don Stafford
- Bryan Staring
- Jamie Stauffer
- Stavros Stavroulakis
- Thomas Stevens
- Bertrand Stey
- Helmut Stichaller
- Danilo Stocca
- T. Stocker
- Ruud van Straalen
- Todd Strang
- Ray Stringer
- Alistair Stronach
- Andrew Stroud
- Anders Sturesson
- Shoichi Sueoka
- G. Suetsch
- Jari Suhonen
- Ron Sumskis
- Eskil Suter
- Makoto Suzuki
- Takashi Suzuki
- Tohru Suzuki
- Marek Svoboda
- Hafizh Syahrin
- Tom Sykes - Wereldkampioen 2013
- Attila Szabo
- Janos Szabo
- Gernot Szakolczai
- Paweł Szkopek

## T
- Kiyokazu Tada
- Seng Kooi Tai
- Hirofumi Takada
- Katsuyoshi Takahashi
- Takumi Takahashi
- Yuki Takahashi
- Toshiyuki Takeda
- Yuichi Takeda
- Shinya Takeishi
- Koh Takeuchi
- Makoto Tamada
- Roberto Tamburini
- Hideki Tanimura
- Davide Tardozzi
- David Tarrant
- Simon Tate
- Michael Taylor
- Antonio Teixeira
- Nicolás Terol
- Dean Thomas
- Philippe Thomas
- Andrew Thompson
- Yoann Tiberio
- Takashi Toda
- Masaki Tokuno
- Doug Toland
- Pentti Tolonen
- Jordi Torres
- Walter Tortoroglio
- James Toseland - Wereldkampioen 2004, 2007
- Imre Tóth
- Jean-Louis Tournadre
- Stephen Tozer
- Jiří Trčka
- Anthony Trainor
- Michael Tränklein
- Jean Louis Tranois
- Gerhard Triebnig
- Marian Troliga
- Karl Truchsess
- Satoshi Tsujimoto
- Takeshi Tsujimura
- Shoichi Tsukamoto
- Ryuji Tsuruta
- Hrvoje Tuden
- Britt Turkington
- Shane Turpin

## U
- Robert Ulm
- Chris Ulrich
- Tolga Uprak
- Naomichi Uramoto
- Jayson Uribe

## V
- José Cano Vacas
- Peter van de Val
- Rolf Kåre Valderhaug
- Alessandro Valdo
- Alessandro Valia
- Gerard Vallée
- Giovanni Valtulini
- Jérome Van Haeltert
- Didier Van Keymeulen
- Johan Van Vaerenbergh
- Don Vance
- Daniel Vanolini
- Robert Vanolini
- Raimo Vartiainen
- David Vázquez
- Steve Veasey
- Wilfred Veille
- Alessio Velini
- Barry Veneman
- Chris Vermeulen
- Johnny Verwijst
- Ryan Vickers
- Jerónimo Vidal
- Alex Vieira
- Xavi Vierge
- Jorge Vilella
- Gianluca Villa
- Enrique Villelas
- Isaac Viñales
- Max Vincent
- Arno Visscher
- Luca Vitali
- Sebastien Vitzthum
- J. Vivelid
- Gianluca Vizziello
- Arie Vos
- Nikolaos Voukakis
- Jeffry de Vries

## W
- Gerard van der Wal
- Ralf Waldmann
- Chris Walker
- Roger Wallis
- Hans Wallnstorfer
- Mike Walsh
- Matthew Walters
- Martin Walti
- Andy Ward
- Graham Ward
- Thitipong Warokorn
- Dale Warren
- Atsushi Watanabe
- Katsuya Watanabe
- Mitsuaki Watanabe
- Josh Waters
- Ken Watson
- Steve Watts
- Clarke Wayne
- Scott Webster
- Urs Weder
- Peter Wegscheider
- Edwin Weibel
- Walfried Weingartner
- August Weissner
- Anthony West
- Johannes Westhoff
- Tony White
- James Whitham
- Shaun Whyte
- Ralf Saura Widmayer
- Johnny Willemsen
- Glenn Williams
- Michael Williams
- Scott Williams
- Steve Williams
- Len Willing
- Mark Willis
- Peter Wilmes
- Graeme Wilshaw
- Lars Wilsson
- Martin Wimmer
- Bob Withag
- Johann Wolfsteiner
- Russel Wood
- Klaus Wulff

## X
- Rubén Xaus

## Y
- Hironari Yamamoto
- Kousei Yamamoto
- Takayoshi Yamamoto
- Akira Yanagawa
- Aaron Yates
- Tony Yates
- Ray Yoder jr.
- Kyouichi Yoshii
- Wataru Yoshikawa
- Blake Young

## Z
- Zaqhwan Zaidi
- Christian Zaiser
- Lorenzo Zanetti
- Giuseppe Zannini
- Aaron Zanotti
- Rudolf Zeller
- Jake Zemke
- Sebastiano Zerbo
- Issy Zimmerman
- Martin Zorkler
- Roger Zumsteg
- Christian Zwedorn
- Urs Zwicker